# جوناثان فيكتور باروس
جوناثان فيكتور باروس (بالإسبانية: Jonathan Victor Barros)‏ مواليد 30 يناير 1984 في الأرجنتين، هو ملاكم محترف أرجنتيني يصنف ضمن فئة وزن الريشة بدأ مسيرته الاحترافية سنة 2004 حيث انتصر في نزاله الأول.

## إحصائيات
خاض خلال مسيرته 46 نزالا، فاز في 41 وتعادل في 1 وخسر في 4. فاز بالضربة القاضية في 22 نزالا.

## روابط خارجية
- جوناثان فيكتور باروس على موقع بوكس ريك (الإنجليزية) (registration required)